# Beginenhof Sint-Truiden

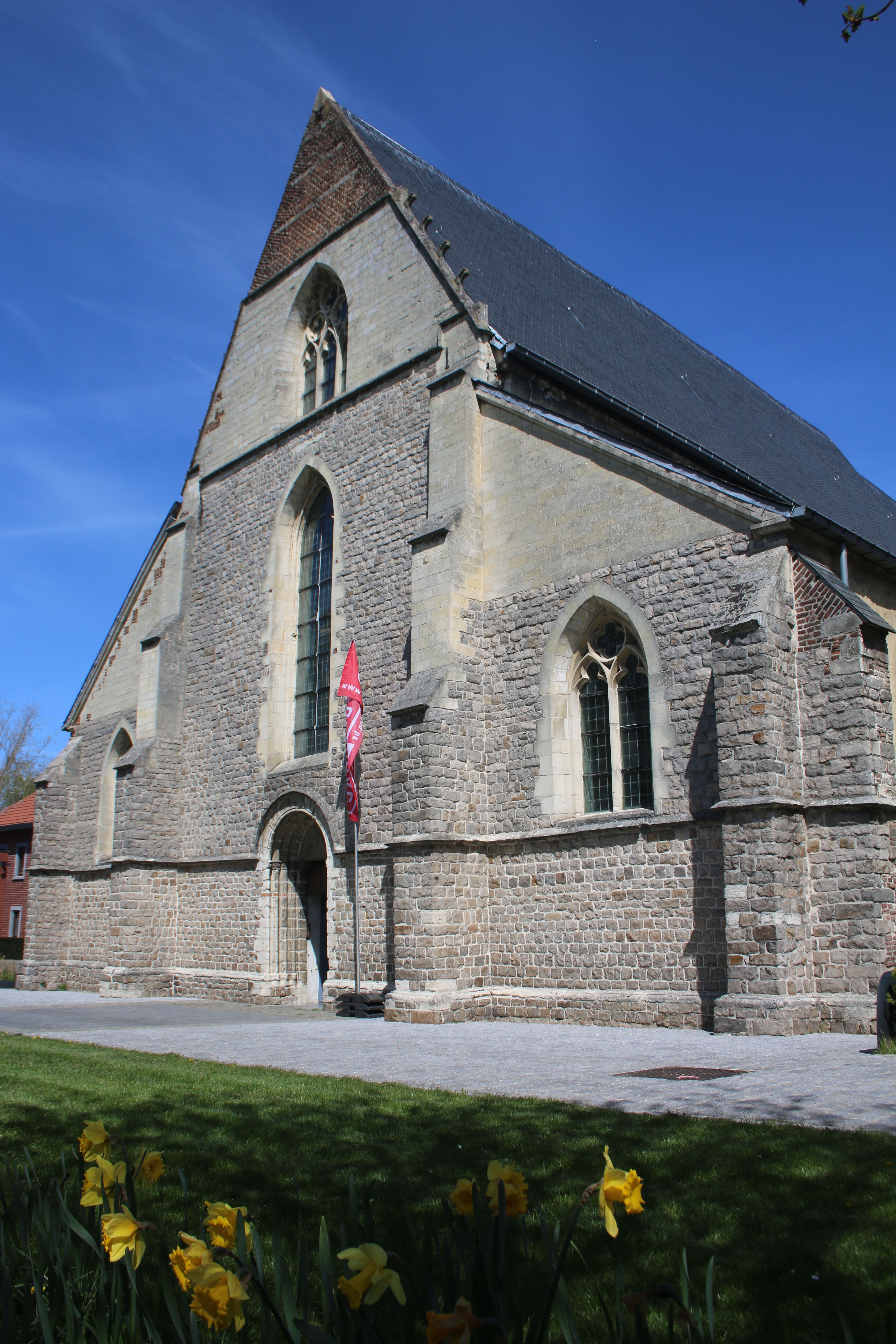
Beginenhofkirche

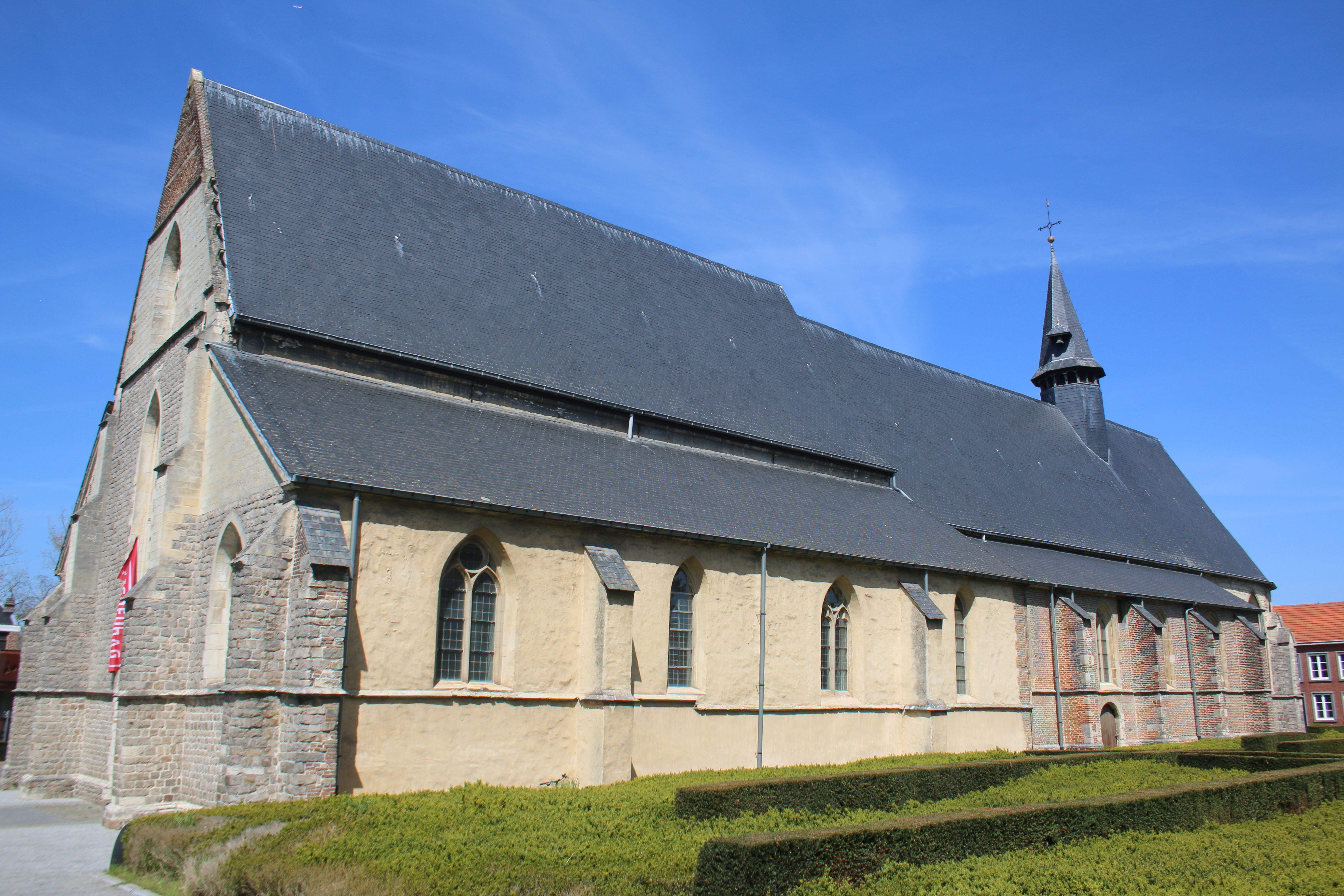
Südwestansicht

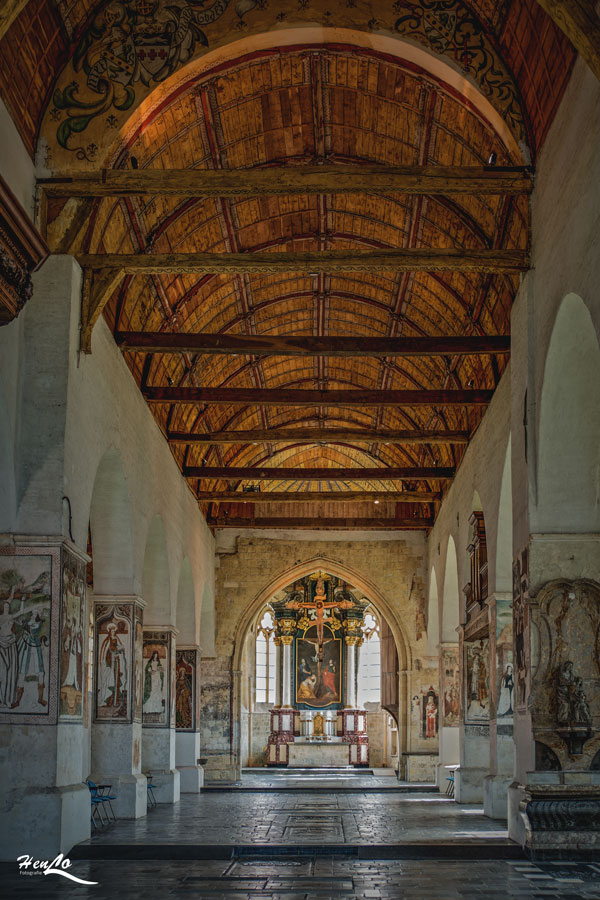
Gewölbe der Kirche

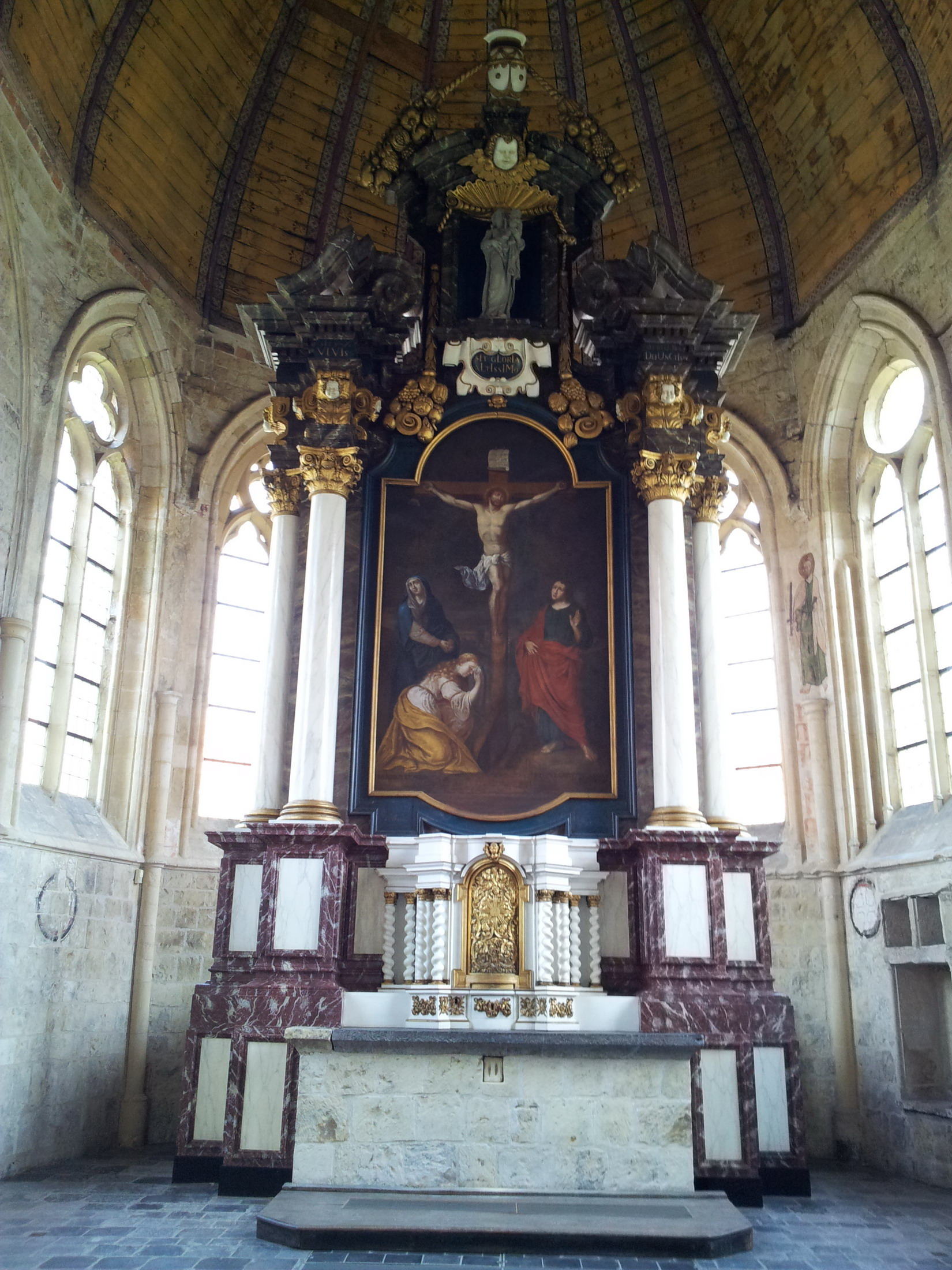
Chor und Hochaltar

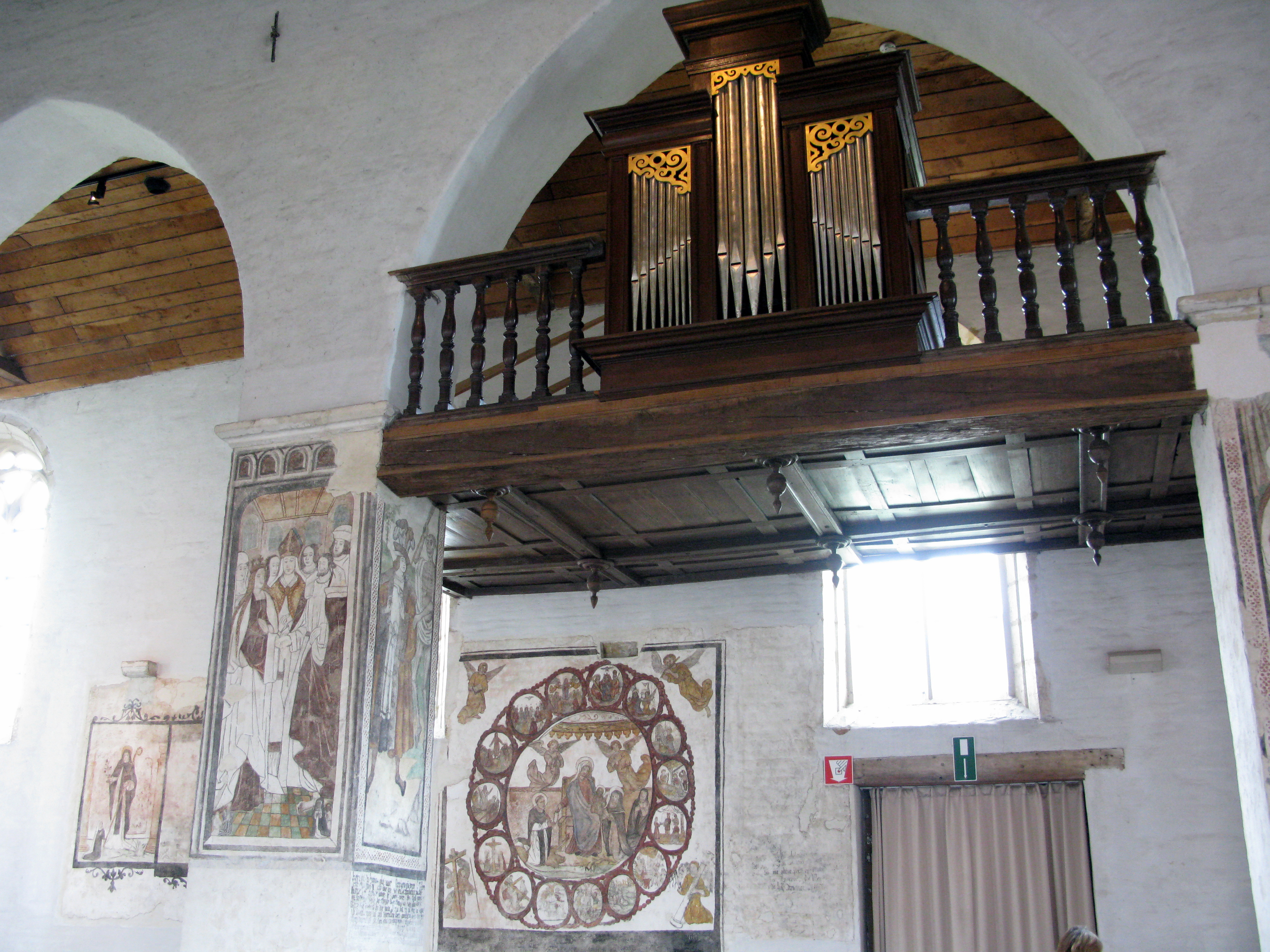
Orgelempore

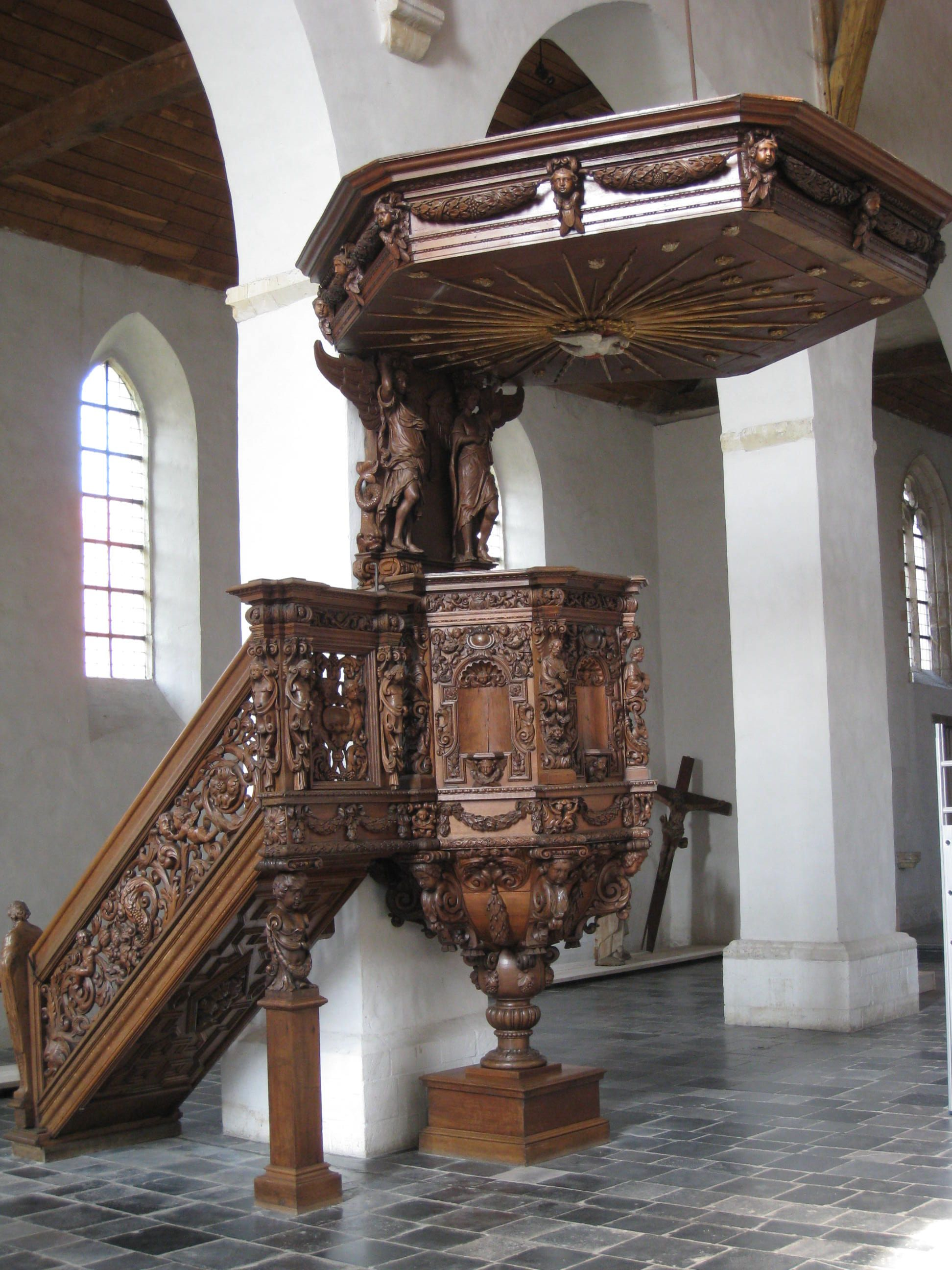
Kanzel

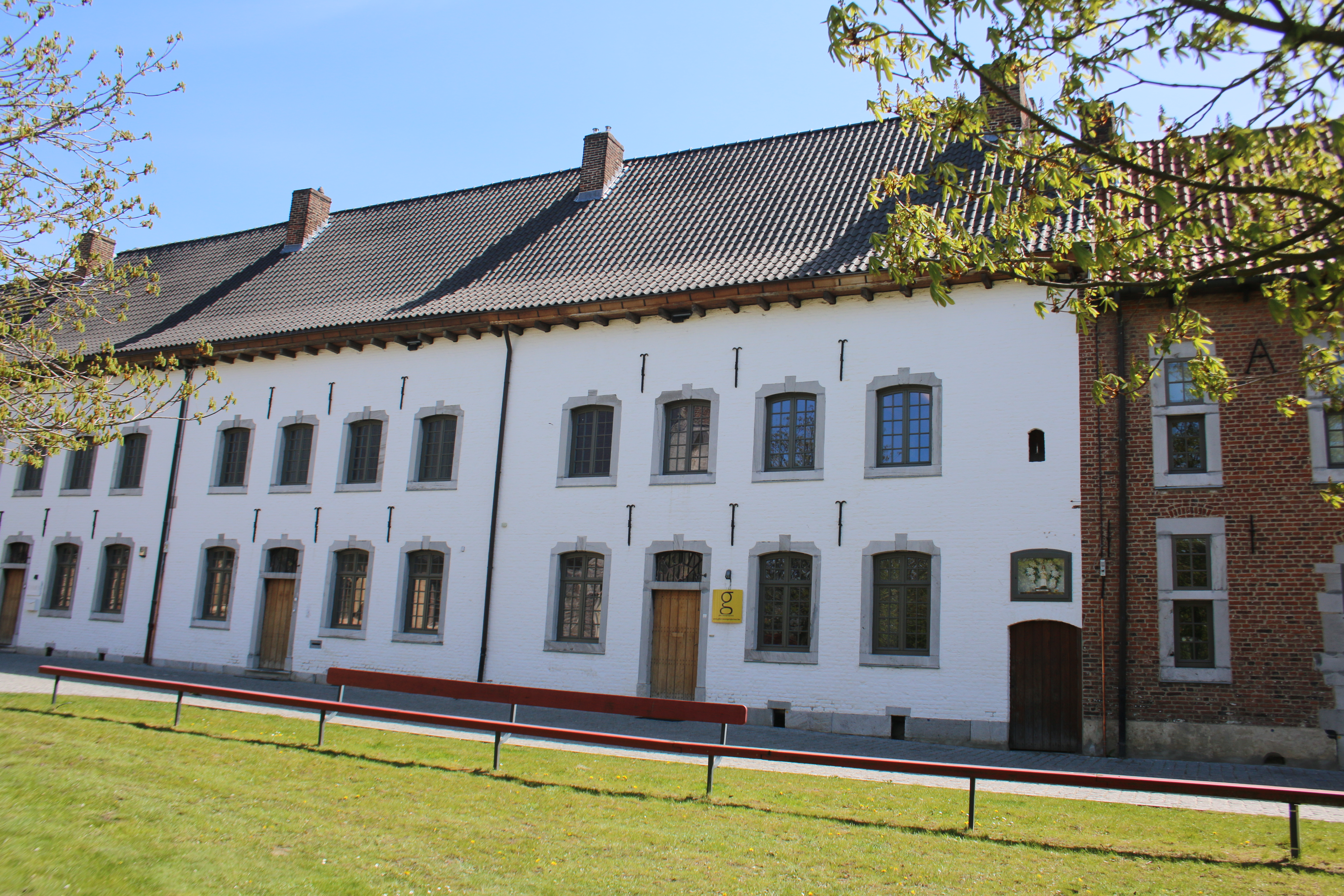
Häuser im Beginenhof

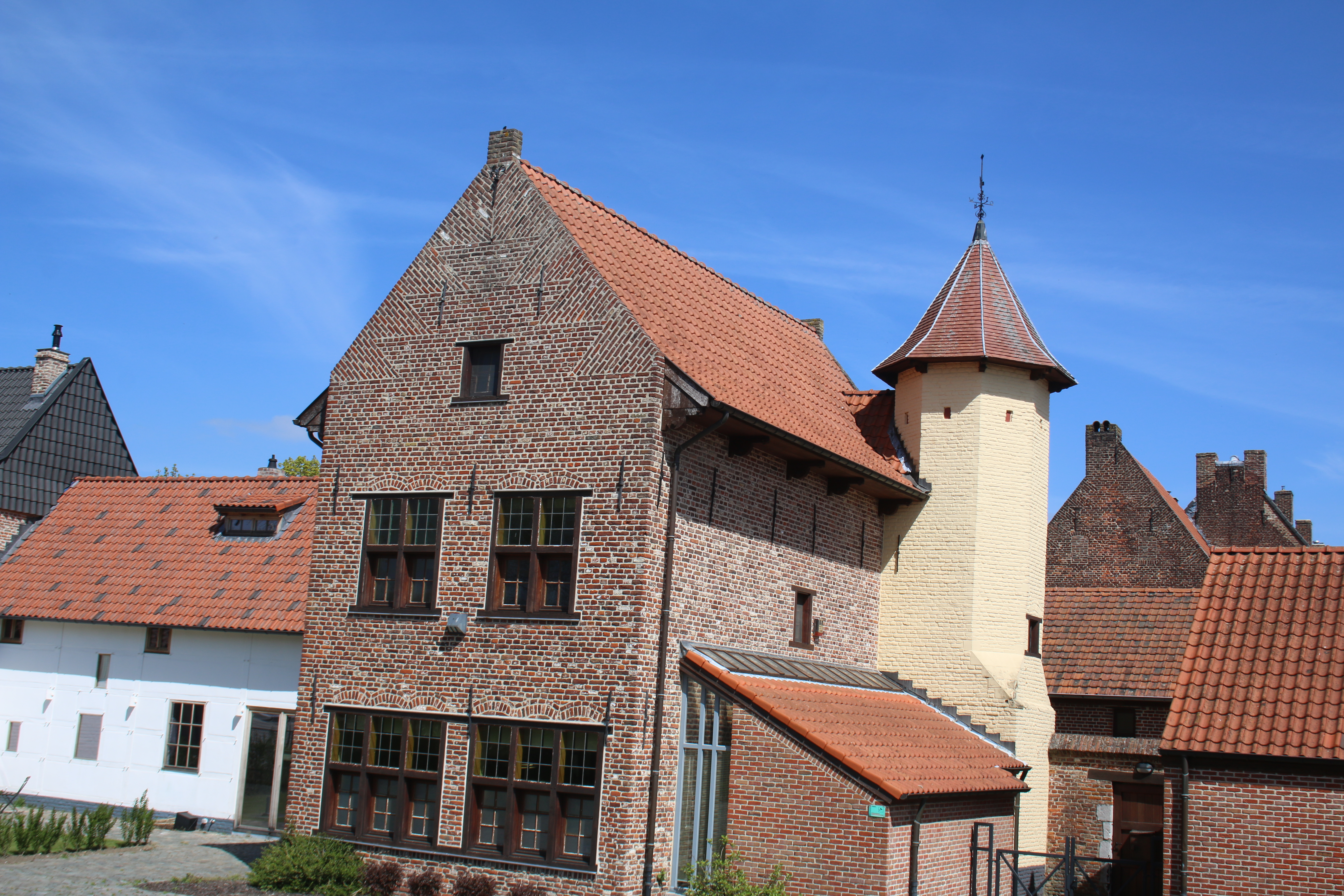
Turmhaus

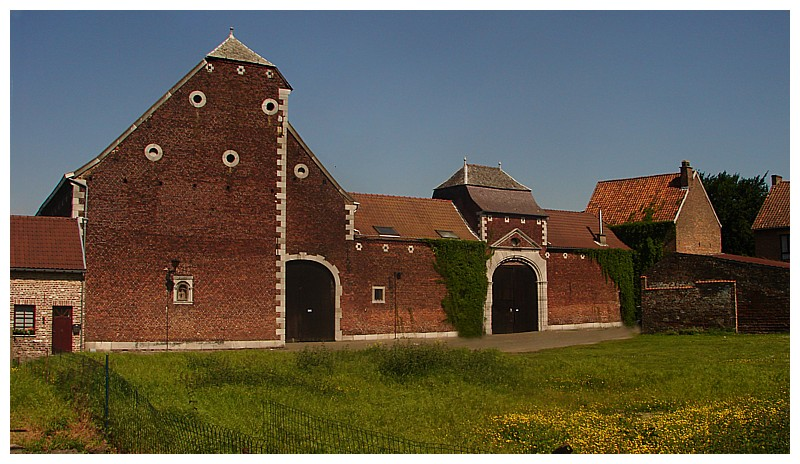
Bauernhof im Beginenhof

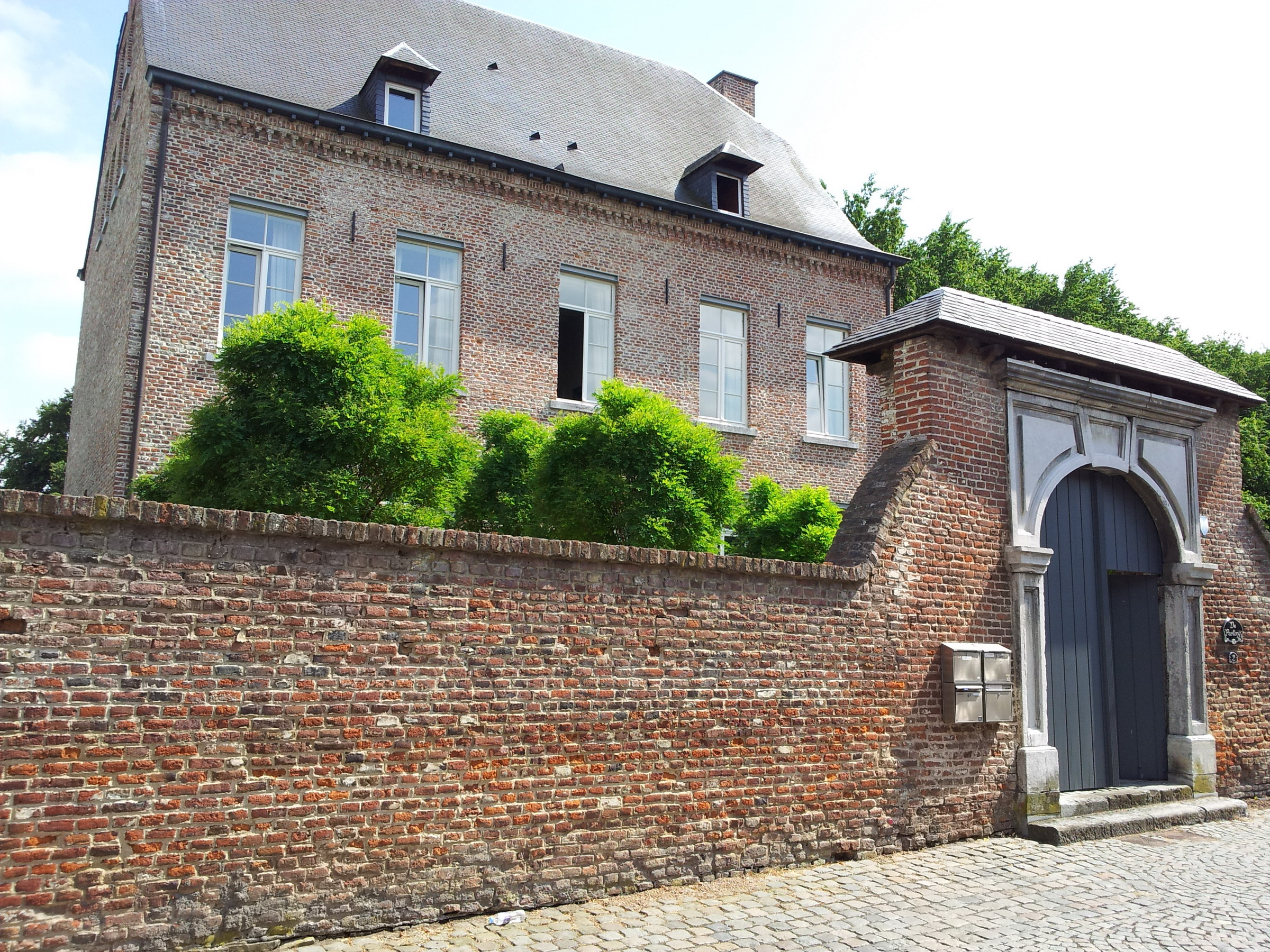
Beginenhof Pfarrhaus

Der Beginenhof Sint-Truiden, auch bekannt als St.-Agnes-Beginenhof (niederländisch Sint-Agnesbegijnhof), ist ein Beginenhof in der belgischen Stadt Sint-Truiden. Der Beginenhof von Sint-Truiden, der zum so genannten quadratischen Typus gehört, steht seit 1998 zusammen mit einem Dutzend anderer flämischer Beginenhöfe auf der UNESCO-Welterbeliste.

## Geschichte
Der Beginenhof von Sint-Truiden wurde Mitte des 13. Jahrhunderts auf einem Grundstück errichtet, das Abt Willem van Rijkel von der Benediktinerabtei Sint-Trudo den mulieres religiosae, den „religiösen Frauen“ oder Beginen, die damals in der Stadt lebten, schenkte. Das Gebiet befand sich in der Nähe des Baches Cicindria im Weiler Schurhoven nordöstlich der Stadt. Es war der Beginn einer blühenden Frauengemeinschaft am Rande der Stadt. In seiner Blütezeit lebten dort mehr als 200 Beginen. Die Priester des Beginenhofs wurden von den Äbten von Sint-Trudo ernannt. Die Stadt Sint-Truiden gewährte den Beginen Steuervorteile, was bei den Bürgern der Stadt zuweilen Neid hervorrief.
Etwa die Hälfte des Grundstücks war bebaut, der Rest wurde als Friedhof, Bleichplatz, Gemüsegarten oder Obstgarten genutzt. Der Komplex war ummauert; einige Mauerfragmente sind an der Nordwestseite erhalten. Das Tor, das heute verschwunden ist, befand sich an der Straße nach Schurhoven. Die Häuser der Beginen und einige Einrichtungen, darunter ein Gehöft und eine Krankenstation, waren um ein zentral gelegenes Kirchengebäude herum angeordnet. Diese der Heiligen Agnes geweihte Kirche wurde ab 1258 in drei Phasen erbaut. In der ersten Phase wurden die Westfassade und die westlichsten Gewölbe des Kirchenschiffs gebaut. Der gotische Chor wurde um 1300 fertiggestellt. Die dritte Bauphase (1507–1510) umfasste den mittleren Teil der Kirche. Zu dieser Zeit wurde auch das hölzerne Tonnengewölbe installiert. Im 17. Jahrhundert wurden die Wandmalereien übermalt, weil sie nicht mehr den Vorstellungen der Zeit entsprachen. Im 18. Jahrhundert erhielt die Kirche eine barocke Ausstattung.
Die meisten Häuser wurden im 17. oder 18. Jahrhundert gebaut, als die ursprünglichen Fachwerkhäuser wegen der Brandgefahr ersetzt wurden.
Während der Franzosenzeit, im Jahr 1798, wurde der Beginenhof von den Franzosen enteignet und an den Meistbietenden, Baron Michel-Laurent de Sélys-Longchamps, verkauft. Kurze Zeit später ging es in den Besitz der Familie de Pitteurs über. Die letzte Begine, Marie-Anne Odendael, starb im Jahr 1860. Im selben Jahr wurden die mittelalterlichen Wandmalereien in der Beginenhofkirche wiederentdeckt.
Im Jahr 1928 wurde die Kirche wegen Baufälligkeit für den Gottesdienst geschlossen. Im Jahr 1933 wurde die älteste Beginenhofkirche Flanderns unter Denkmalschutz gestellt. Im Jahr 1934 schenkte Baronin Mathilde de Pitteurs-Hiegaerts die Kirche der Stiftung der Freunde des Beginenhofs, woraufhin sie restauriert und als Ausstellungsraum genutzt wurde. Im Jahr 1970 übergaben die Freunde des Beginenhofs die Kirche an die Provinz Limburg. Eine zweite große Restaurierung, die von 1975 bis 1981 stattfand, umfasste die Erhaltung der mittelalterlichen Wandmalereien. Bis 1997 wurde die Kirche als Landesmuseum für religiöse Kunst genutzt und beherbergte wiederum mehrere große Ausstellungen, und wird heute als Ausstellungsraum für die Kunst und Kultur des Museums genutzt.
Heute dient die Kirche als Ausstellungs- und Konzertsaal. Im Jahr 2008 wurde die 750-Jahr-Feier des Beginenhofs mit neuen Veröffentlichungen und einer Reihe von Aktivitäten begangen. Der Beginenhof ist eine wichtige touristische Attraktion in Sint-Truiden und tagsüber für die Öffentlichkeit zugänglich.

## Architektur
Der Beginenhof besteht aus mehreren Gebäuden, die zusammen die Einrichtungen für eine kleine religiöse Gemeinschaft beherbergen. Vor der zentral gelegenen Kirche befindet sich eine Rasenfläche, die durch den Abriss eines Häuserblocks entstanden ist. Die Kirche ist umgeben von dem alten Kirchhof und den Beginenhöfen, den Konventsgebäuden, dem Godshuis, dem Turmhaus, der Krankenstation, dem Bauernhof, der Scheune und dem Pfarrhaus.

### Äußeres der Beginenhofkirche
Die drei Bauphasen der Kirche lassen sich am besten an der nordwestlichen Fassade nachvollziehen, wo sich der Mittelteil aus Backstein deutlich von den anderen Teilen abhebt. Die dreischiffige Kirche ist zum Teil aus Tuffstein und zum Teil aus Backstein gebaut. Der Chor ist aus Quarzitblöcken gebaut und hat unter der Traufe einen Abschnitt aus Mergelstein. Das schiefergedeckte Satteldach hat einen bescheidenen Dachfirst. An der Südwestfassade befindet sich ein romanisch anmutendes Portal mit einem profilierten Tympanon mit einem Dreipassmotiv und Maßwerk. An der Südostfassade befindet sich ein zweites Rundbogenportal aus Mergelstein mit einer Darstellung des Mystischen Lammes im Bogenfeld.

### Inneres der Beginenhofkirche
Die verschiedenen Bauphasen der Kirche sind auch im Inneren deutlich erkennbar, zum Beispiel durch die unterschiedlichen Bodenniveaus. Im 16. Jahrhundert wurden die letzten vier an den Chor angrenzenden Joche des Kirchenschiffs ersetzt, ebenso wie die Bögen, die das Südschiff vom Mittelschiff trennen. Das teilweise bemalte hölzerne Tonnengewölbe stammt aus der gleichen Zeit. Die Seitenschiffe sind mit flachen Holzdecken geschlossen. Die Seitenschiffe sind durch Spitzbogenarkaden vom Kirchenschiff getrennt. Der Chor ist durch einen spitzbogigen Chorbogen mit dem Schiff verbunden. Das Innere der Kirche ist teilweise verputzt und bemalt.
Der Chor hat einen fünfseitigen Abschluss mit profilierten Spitzbogenfenstern. Der Grabstein von Pater Mathias, dem ersten Pfarrer des Beginenhofs, aus dem Jahr 1295, ist noch vorhanden und zeugt vom hohen Alter dieses Teils der Kirche. Der Beginenchor befindet sich in der Mitte der Kirche und stammt aus einer späteren Bauphase (15. Jahrhundert). Dieser Chor war nur für die Beginen bestimmt und durch eine Tür von den Seitenschiffen aus zugänglich.
Die Kirche beherbergt auch eine bemerkenswerte Orgelempore mit einer intakten Orgel aus dem Jahr 1646, der wahrscheinlich ältesten spielbaren Orgel Belgiens, erbaut von dem Orgelbauer Remigius Ancion aus Huy. Sie hat 10 Register und wurde in den Jahren 1978 und 1996 restauriert. Von der barocken Ausstattung sind die Eichenkanzel (1672), der Hochaltar (1722), der Seitenaltar im südlichen Seitenschiff (1755) und zwei Altäre im nördlichen Seitenschiff (1740) erwähnenswert. In der Kirche befinden sich außerdem mehrere Grabsteine aus verschiedenen Epochen.

### Wandmalereien in der Beginenhofkirche
Die Beginenhofkirche ist berühmt für ihre 38 gut erhaltenen mittelalterlichen Wandmalereien. Die ältesten stammen aus dem Beginn des 14. Jahrhunderts, die jüngsten aus der Zeit um 1600. Die ältesten Gemälde, darunter Darstellungen der Apostel, befinden sich im Chor. Die meisten Gemälde stammen aus dem 16. Jahrhundert und stellen biblische Szenen oder Episoden aus dem Leben von Heiligen dar, darunter Jesus, Maria, die Heilige Gertrudis, die Heilige Lucia, die Heilige Cäcilia, die Heilige Genoveva, die Heilige Margarete, die Heilige Ursula und die Heilige Agnes. Eines davon zeigt das grausame Martyrium der heiligen Agatha.

## Beginenhöfe, Konvente, Godshuis und Turmhaus
Zahlreiche Beginenhöfe stammen aus dem 17. und 18. Jahrhundert und wurden im maasländischen Renaissancestil erbaut. In den Jahren 1957–72 wurden viele Häuser renoviert, so dass die Nord- und die Südwestseite recht modern aussehen. Die Südostseite ist am besten erhalten, insbesondere die Konventshäuser (Begijnhof 38–40) aus dem Jahr 1780 und die Bandbebauung Begijnhof 48–54 und 57–60. Weitere schöne Fassaden im Maas-Stil sind an den Häusern Nr. 10 (aus dem Jahr 1690), Nr. 54 (1734) und Nr. 61 (1723) zu sehen. Der Begijnhof 29 hat eine Fachwerkfassade.
Der Begijnhof 30 ist bekannt als das Godshuis van de Heilige Drievuldigheid (Haus der Heiligen Dreifaltigkeit), ein Konvent für fünf Frauen mit begrenzten finanziellen Mitteln. Das Torenhuis (Begijnhof 8) war die Residenz der Großfürstin. Das Haus stammt aus dem Jahr 1619, hat einen runden Turm und einen Giebelstein.

## Gehöft des Beginenhofs, Torhaus, Krankenstation und Pfarrhaus
Der Beginenhof stammt aus der Mitte des 18. Jahrhunderts. Neben dem monumentalen, von einem klassizistischen Giebel gekrönten Torhaus befinden sich die Stallungen und eine beeindruckende Scheune mit einem Taubenschlag. Die ehemalige Loge befindet sich an der Ecke der Schurhovenstraße, wo sich früher das Tor des Beginenhofs befand. Der Pförtner wohnte hier, später auch die Pächter des Hofes. Ein Teil des Hauses stammt noch aus dem 16. Jahrhundert, aber im 19. und 20. Jahrhundert wurde es mehrmals umgebaut.
Die ehemalige Krankenstation (Adresse: Schurhoven 50) ist heute in drei Häuser unterteilt und vollständig vom eigentlichen Beginenhof getrennt. Zwei Häuser des L-förmigen Komplexes stammen aus der Zeit um 1740; das dritte hat einen Giebelstein mit der Jahreszahl ANNO 1754. Das Pfarrhaus des Beginenhofs befindet sich auf der anderen Seite der Schurhovenstraße, in der Poelstraat 2, neben dem Friedhof. Das Haus im Stil der Maas-Renaissance stammt aus dem Jahr 1709 und verfügt über einen ummauerten Garten mit einem Hartsteintor.

## Festraetsmuseum
Das Festraets-Studio befindet sich in einem Gebäude an der nordwestlichen Seite des Beginenhofs. Von 1937 bis 1942 baute der Uhrmacher Kamiel Festraets (1904–1974) eine einzigartige astronomische Kompensationsuhr, die 4 Tonnen wiegt, 6 m hoch, 4 m lang und 2,5 m breit ist und mehr als 20.000 Teile enthält. Am Ende seines Lebens wurde die astronomische Uhr von der Stadt Sint-Truiden gekauft. Im Museum gibt es auch ein von Festraets gebautes Planetarium und einen Simulator für Ebbe und Flut. Das Museum ist mit einem Kombiticket zugänglich, das auch zum Besuch des Abteigeländes berechtigt und bei Tourismus Sint-Truiden erhältlich ist.